# 바르카바시

시 문장

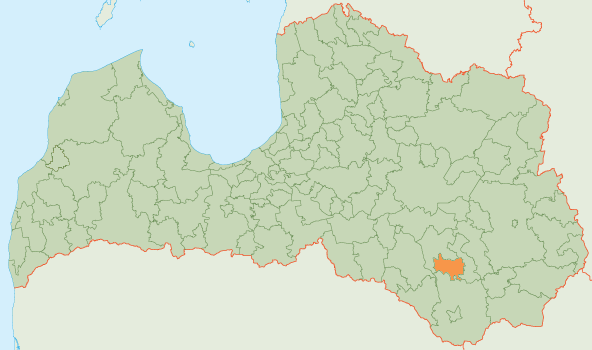
바르카바 시의 위치

바르카바시(라트비아어: Vārkavas novads)는 라트비아의 지방 자치체로 행정 중심지는 베츠바르카바이며 면적은 288.9km2, 인구는 2,412명(2009년 기준), 인구 밀도는 8.3명/km2이다. 3개 교구를 관할한다.